# 101 Reykjavík
101 Reykjavík is een film uit Reykjavik, IJsland, gebaseerd op een roman van Hallgrímur Helgason. De film werd in 2000 gemaakt door Baltasar Kormákur. In de film wordt veelvoorkomend het deuntje Lola door de muziekgroep The Kinks afgespeeld.

## Verhaal
Hlynur is een 30-jarige werkloze man die nog steeds bij zijn moeder woont en zijn leven doorbrengt met drinken, uitgaan en surfen op het net. Hij heeft geen enkel doel in zijn leven, tot hij Lola tegenkomt, een vriendin van zijn moeder.

## Rolverdeling
| Acteur                  | Personage |
| ----------------------- | --------- |
| Victoria Abril          | Lola      |
| Hilmir Snær Guðnason    | Hlynur    |
| Hanna María Karlsdóttir | Berglind  |
| Þrúður Vilhjálmsdóttir  | Hófí      |
| Baltasar Kormákur       | Þröstur   |
| Ólafur Darri Ólafsson   | Marri     |